# Instituto Andaluz de Reforma Agraria
El  Instituto Andaluz de Reforma Agraria (IARA) fue un organismo autónomo de la Junta de Andalucía adscrito a la Consejería de Agricultura y Pesca cuya función básica consistía en aportar estudios relacionados con la elaboración de planes de reforma agraria en Andalucía. Fue creado en 1984 a través de la «Ley de Reforma Agraria».

## Actividad

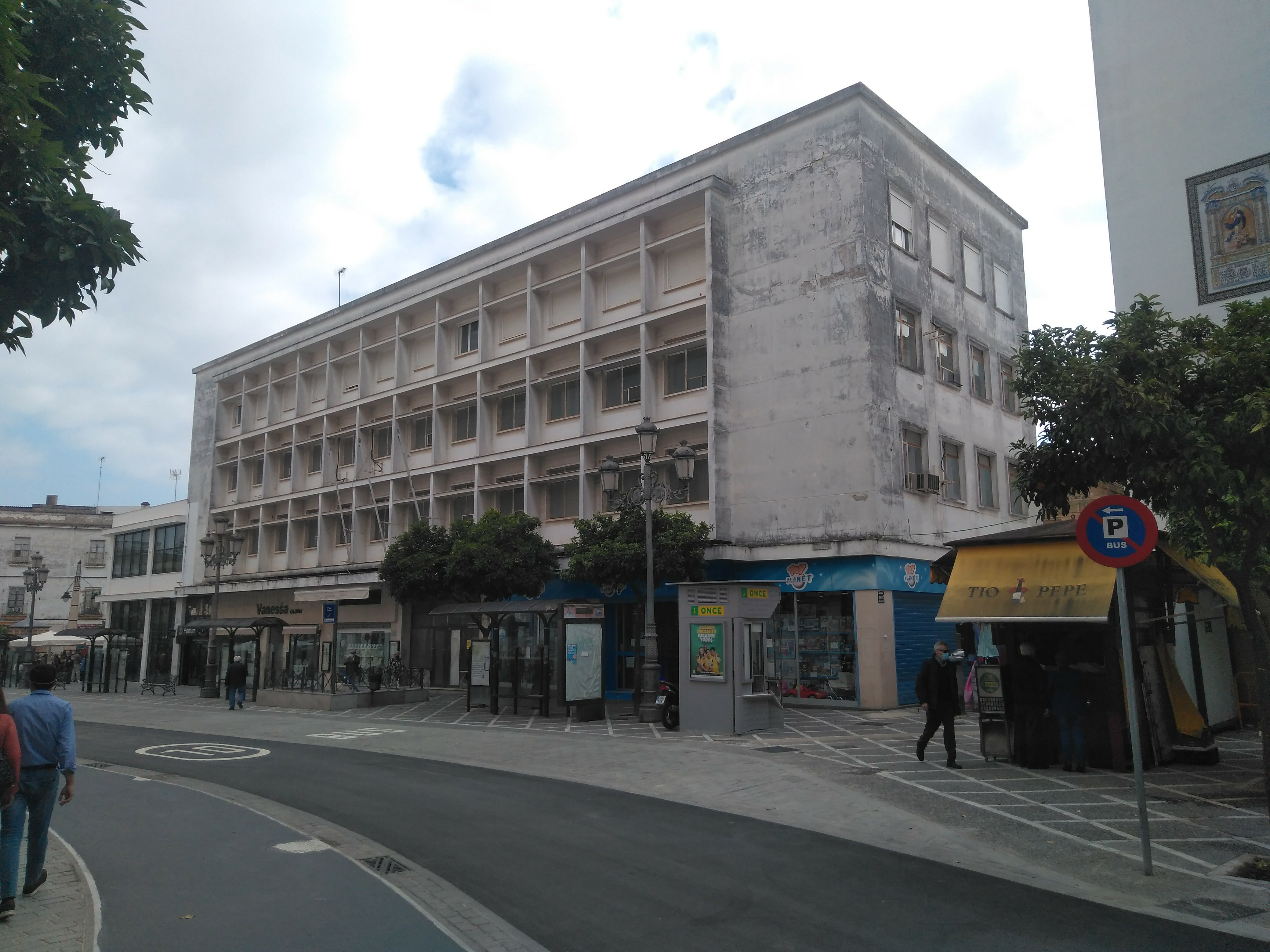
Sede en Jerez

El control de la actividad del IARA correspondía a los Delegados Provinciales de la Consejería de Agricultura y Pesca, apoyados por Juntas Provinciales de Reforma Agraria, en las que tienen representación las centrales sindicales y organizaciones profesionales agrarias.
El artículo 13 del Decreto-Ley 5/2010, de 27 de julio, de la Junta de Andalucía, por el que se aprueban medidas urgentes en materia de reordenación del sector público, dispuso la extinción del IARA, con efectos desde el 31 de diciembre de 2010. Desde esa fecha la Consejería de Agricultura asumió directamente las funciones del Instituto, quedando subrogada la Administración de la Junta de Andalucía en la titularidad de su patrimonio y en todas sus relaciones jurídicas.